# Dębno (powiat brzeski)
Dębno – wieś w Polsce, położona w województwie małopolskim, w powiecie brzeskim, w gminie Dębno, przy drodze krajowej nr 94, na odcinku Brzesko – Tarnów.
W latach 1975–1998 wieś należała administracyjnie do województwa tarnowskiego.
Wieś, lokowana na prawie średzkim, powstała być może w początkach XIII wieku. Rok jej osadzenia nie jest znany. Pierwszy dokument wymieniający jej nazwę (zatem świadczący o wcześniejszym istnieniu osady) pochodzi z 1274 roku.

## Nazwa
Nazwę wsi w zlatynizowanej staropolskiej formie Dambno wymienia w latach (1470–1480) Jan Długosz w księdze Liber beneficiorum dioecesis Cracoviensis.

## Integralne części wsi
| SIMC    | Nazwa             | Rodzaj     |
| ------- | ----------------- | ---------- |
| 0818858 | Dębczak           | przysiółek |
| 0818864 | Granice Dębińskie | część wsi  |
| 0818870 | Kąty              | część wsi  |
| 0818887 | Na Rzędzie        | część wsi  |
| 0818893 | Smyków            | część wsi  |
| 0818901 | Szwaby            | część wsi  |
| 0818918 | Za Górą           | część wsi  |

## Zabytki
Obiekty wpisane do rejestru zabytków nieruchomych województwa małopolskiego.
- Założenie zamkowo – parkowe;
- kościół pw. św. Małgorzaty wybudowany w latach 1470–1504 z fundacji kasztelana Jakuba z Dębna[10];
- cmentarz parafialny, droga dojazdowa oraz kaplica grobowa rodziny Jastrzębskich;
- aleja parkowa.

## Inne zabytki
Kamienne figury świętych:
- figura św. Jana Nepomucena
- figura Chrystusa Frasobliwego
- figura św. Kingi

## Turniej rycerski
Największą imprezą w Dębnie jest coroczny Międzynarodowy Turniej Rycerski „O Złoty Warkocz Tarłówny”, którego organizatorami są Dębińskie Centrum Kultury, Muzeum Ziemi Tarnowskiej w Tarnowie oraz Urząd Gminy Dębno. Patronat honorowy przyjmowali prezydent Rzeczypospolitej Polskiej, minister kultury, marszałek województwa małopolskiego i starosta powiatu brzeskiego. Jest to jednodniowa impreza organizowana na ogół w ostatnią niedzielę września. Biorą w niej udział bractwa rycerskie z kraju i zagranicy. Widowisko to przyciąga do Dębna ok. 20 tysięcy widzów.

## Osoby związane z miejscowością
- Józef Sitko (ur. 9 marca 1887) – podpułkownik piechoty Wojska Polskiego.